# Bill Mauldin

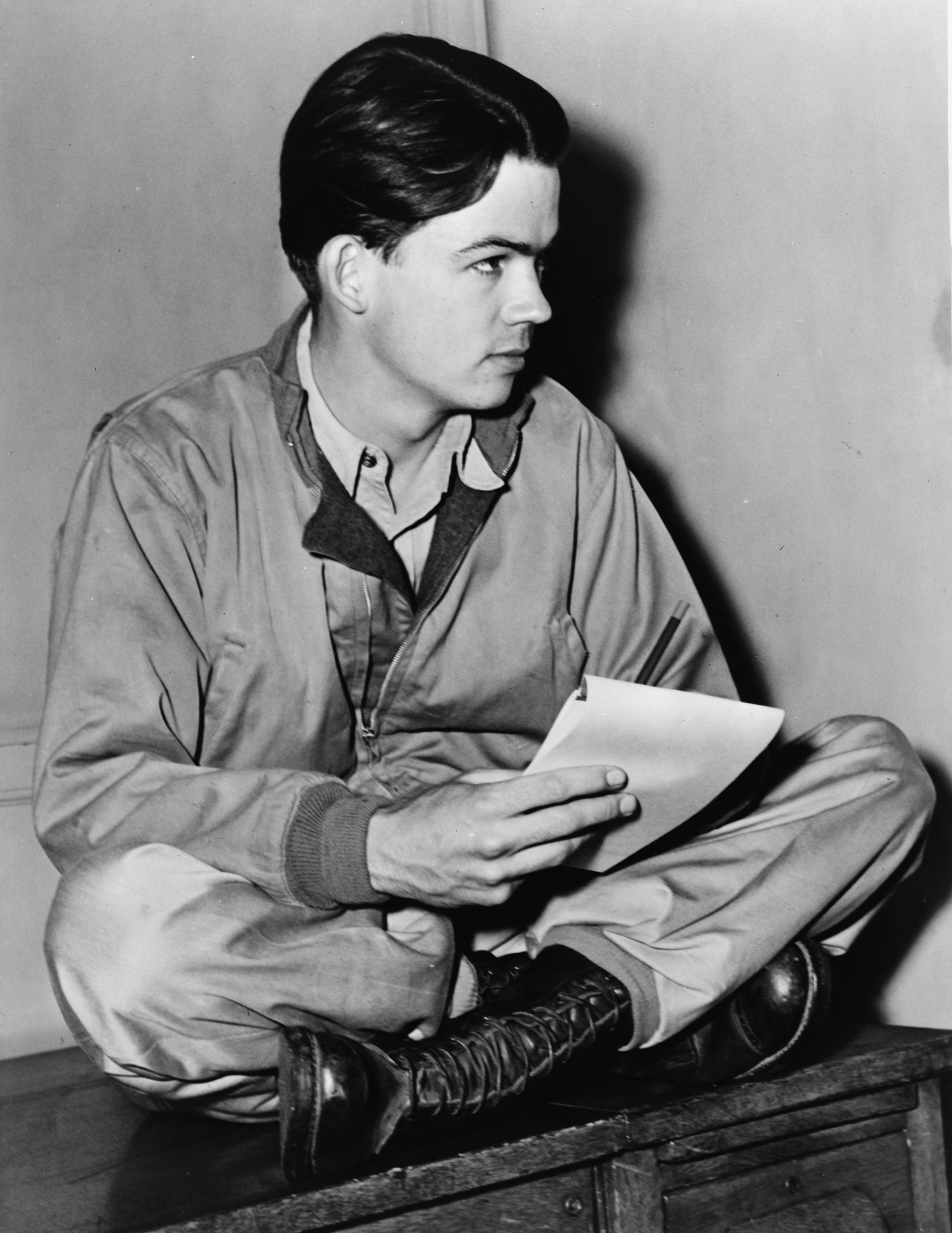
Bill Mauldin 1945

William Henry „Bill“ Mauldin (* 29. Oktober 1921 in Mountain Park, New Mexico; † 22. Januar 2003 in Newport Beach, Kalifornien) war ein US-amerikanischer Cartoonist und Karikaturist.

## Leben
Nach dem Besuch der Chicagoer Academy of Fine Arts trat Mauldin 1940 der U.S. Army bei und nahm mit der 45th Infantry Division am Zweiten Weltkrieg teil. Während dieser Zeit begann Mauldin Comics zu zeichnen. Die Helden seiner Geschichten waren zwei Infanteristen namens Willie und Joe, so auch der Titel der Comicserie. Mauldin begann für die amerikanische Armeezeitung Stars and Stripes zu zeichnen, so dass seine Cartoons bald von amerikanischen Soldaten in Europa und den Vereinigten Staaten gelesen wurden.
Mauldin landete am 22. Januar 1944 im Rahmen der Operation Shingle bei Anzio, wurde kurz darauf verwundet und mit dem Purple Heart ausgezeichnet. Für seine Cartoons wurde er von der Armee mit dem Orden Legion of Merit ausgezeichnet. 1943 wurde Willie auf dem Cover der Time abgebildet, Mauldin selbst schaffte es 1958 auf das Cover des Magazins. 1945 wurde der 23-Jährige erstmals mit dem Pulitzer-Preis ausgezeichnet. Der erste Sammelband seiner Cartoons Up Front wurde ein Bestseller.
Mauldins Versuch, Willie und Joe ins zivile Leben zu übertragen, scheiterte ebenso wie seine ersten Schritte als politischer Karikaturist. Er zeichnete eine Zeitlang keine Cartoons mehr und arbeitete als Filmschauspieler, freiberuflicher Autor und Illustrator. Anfang der 1950er-Jahre arbeitete er in Hollywood an den Drehbüchern zu zwei Filmkomödien, die auf seiner Willie and Joe-Reihe basierten, und hatte eine größere Rolle in dem Kriegsfilm Die rote Tapferkeitsmedaille an der Seite von Audie Murphy.
1956 kandidierte er erfolglos als Anhänger der Demokraten für den Kongress der Vereinigten Staaten.
1958 kehrte er zu seinen Anfängen zurück und arbeitete als Cartoonist für die Zeitung St. Louis Post-Dispatch. Im Jahr darauf gewann er abermals den Pulitzer-Preis und den National Cartoonist Society Award für seine politischen Cartoons. 1961 gewann Mauldin den Reuben Award. Im Jahr darauf wechselte Mauldin zur Chicago Sun-Times, wo er einen seiner berühmtesten Nachkriegscartoons veröffentlichte. Nach dem Attentat auf John F. Kennedy zeichnete er die Statue von Abraham Lincoln am Lincoln Memorial weinend, den Kopf in die Hände gestützt.
Mauldin arbeitete bis 1991 für die Sun-Times. 2003 starb der an Alzheimer erkrankte Mauldin im Alter von 81 Jahren. Sein Leichnam wurde auf dem Nationalfriedhof Arlington beigesetzt.

## Trivia
In der von Charles M. Schulz, ebenfalls Veteran des Zweiten Weltkriegs, gezeichneten Comicserie die Peanuts war von 1969 bis 1998 am 11. November (Veteranen-Tag in den Vereinigten Staaten) Bill Mauldin-Tag. Dies äußerte sich darin, dass Snoopy an diesem Tag mit Bill Mauldin ein Malzbier trank.

## Veröffentlichungen
- Mud & Guts: A Look at the Common Soldier of the American Revolution, Diane Pub Co, 1978
- Up Front, Bantam Books, 1983
- Bill Mauldin's Army: Bill Mauldin's Greatest World Ware II Cartoons, Presidio Press, 1983
- Let's Declare Ourselves Winners…and Get the Hell Out, Presidio Press, 1985

## Filmografie

### Als Schauspieler
- 1951: Teresa
- 1952: Die rote Tapferkeitsmedaille (The Red Badge of Courage)

### Als Drehbuchautor
- 1951: Up Front – Regie: Alexander Hall
- 1952: Back at the Front – Regie: George Sherman